# أيثر
في الميثولوجيا الإغريقية أيثر، (بالإغريقية: Αἰθήρ)‏، (بالإنجليزية: Aether)‏ هو واحد من الآلهة البدائية. الأيثر هو تجسيد «السماء العليا». يجسد الهواء العلوي النقي الذي تتنفسه الآلهة، مقارنة بالهواء الطبيعي (باليونانية: ἀήρ)‏ الذي يتنفسه البشر الفانون. مثل تارتاروس وإيريبوس، قد يكون أيثر له مزارات في اليونان القديمة، ولكن ليس لديه معابد ومن غير المرجح أن يكون قد تم عبادته.

## الميثولوجيا

### هسيودوس
في قصيدة ثيوغونيا من هسيودوس، ذُكر أن الأيثر (النور) هو ابن إيريبوس (الظلام) ونيكس (الليل)، وشقيق هميرا (النهار).

### هيجينوس
يقول دارس الأساطير الروماني هيجينوس [الإنجليزية])، إن الأثير هو ابن كاوس وكاليجو (الظلام). وفقًا لجان بريمر [الإنجليزية]،
"بدأ هيجينوس... كتابه فابولي الخاص به مع مزيج غريب من بدايات الكون اليونانية والرومانية وسلاسل النسب في وقت مبكر. وهي تبدأ بالشكل التالي: (باللاتينية: Ex Caligine Chaos. Ex Chao et Caligine Nox Dies Erebus Aether (Praefatio 1))، يبدو سلسلة النسب وكأنها مشتقة من هسيودوس، لكنه يبدأ بـ (باللاتينية: un-Hesiodic) و(باللاتينية: un-Roman Caligo)، (الظلام). ربما وجد الظلام في قصيدة نشأة الكون من ألكمان [الإنجليزية]، ولكن يبدو من الإنصاف القول أنه لم يكن بارزًا في بداية الكون اليونانية."
يقول هيجينوس كذلك أن أطفال الأثير واليوم كانوا الأرض والسماء والبحر، في حين أن أطفال الأثير والأرض كانوا: "الحزن والخداع والغضب والرثاء والخطأ والقسم والانتقام والعصبية والتعنت والنسيان والكسل والخوف، الكبرياء، سفاح المحارم، القتال، المحيط، تيميس، تارتاروس، بونتوس؛ والتيتان، هيكاتونكاريز، جيغيز، السايكلوب، أطلس، هايبريون، وبولس، ساتورن، أوبس [الإنجليزية]، مونيتا [الإنجليزية]، ديون؛ وثلاثة أرينيس - أليكتو [الإنجليزية]، ميجيارا [الإنجليزية] تيثفون [الإنجليزية]".